# ハタ (魚類)
ハタ（羽太、英名：Grouper）は、スズキ目ハタ科ハタ亜科 Epinephelinae に属する魚の総称。ハタ亜科はマハタ亜科とよぶ場合もある。英語ではgrouperというが、香港やシンガポールではポルトガル語風にガルーパgarrupaと呼ばれる事も少なくない。

## 概要
マハタ・バラハタ・クエ・タマカイ・アカハタ・ユカタハタ・サラサハタなど、16属約175種が知られる大きなグループである。
すべてが海水魚で、熱帯から温帯の浅い海に広く分布し、ほとんどの種類は岩礁やサンゴ礁に生息するが、マングローブなどの汽水域に侵入する種類や、水深200m 以深の深海まで生息する種類もいる。
成魚の大きさは全長10cm そこそこの種類から、全長2m を超える大型種まで様々である。多くの種類が雌性先熟の性転換を行うので、大きく成長した個体のほとんどはオスである。
形態上の特徴としては、口が大きくて、下あごが上あごより前に突き出ること、体に対する頭とひれの割合が大きいこと、体の断面は下がふくらんだ楕円形であることなどが挙げられる。体色は種類や成長段階によって非常に多彩で、赤、橙、黄、青、灰色などの鮮やかな色が、水玉模様、大小の斑点、しま模様など様々に配されている。
単独で生活し、ほとんどの種類は海底近くをあまり離れずに生活するが、中にはバラハタのように底から離れて泳ぐものもいる。
食性は肉食性で、他の魚類や甲殻類、頭足類などを大きな口で捕食し、時には自分の体の半分ほどもある獲物にも貪欲に襲いかかる。水族館などで飼育する場合も、飼育自体はわりと簡単だが、たまに「野性を発揮」して同居魚の数が減るのが難点となる。
繁殖は夏におこなわれる。親は卵を保護せず、卵はプランクトンとなって海中を浮遊しながら発生する。孵化した稚魚は海岸のごく浅い場所にもやってくるが、成長するにつれ深場へ移動する。

## 分類
本亜科には16属約175種が含まれ、日本からは11属70種が知られる。
- クロハタ属 Aethaloperca Fowler, 1904　ユカタハタ属に含める見解もある。
- Alphestes Bloch & Schneider, 1801
- アズキハタ属 Anyperodon Günther, 1859　アカハタ属に含める見解もある。
- ユカタハタ属 Cephalopholis Bloch & Schneider, 1801
- サラサハタ属 Chromileptes Swainson, 1839　アカハタ属に含める見解もある。
- Dermatolepis Gill, 1861
- アカハタ属 Epinephelus Bloch, 1793
- Gonioplectrus Gill, 1862
- タテスジハタ属 Gracila Randall, 1964　ユカタハタ属に含める見解もある。
- マハタ属 Hyporthodus Gill, 1861
- Mycteroperca Gill, 1862
- Paranthias Guichenot, 1868
- スジアラ属 Plectropomus Pken, 1817
- ヤマブキハタ属 Saloptia J.L.B. Smith, 1964　スジアラ属に含める見解もある。
- トビハタ属 Triso Randall, Johnson & Lowe, 1989　マハタ属に含める見解もある。
- バラハタ属 Variola Swainson, 1839

## 利用
大型で色彩も美しく、食用でも美味な種類が多いので、観賞魚や高級食材として利用される。ただし、食用の際はシガトキシンなどのシガテラ毒を体内に蓄積するバラハタなどもいるので注意が必要である。
ハタ類のことを九州では「アラ」と呼び、魚偏に荒（𩺊）の国字（和製漢字）が作られている。鹿児島県のトカラ列島（十島村）までアラという言い方が使われている。それより南の南西諸島の内、奄美大島などで「ネィバリ」、「ネバリ」、与論島で「ニーバイ」、沖縄本島以南で「ミーバイ」と呼ぶが、これらは「目張り」の変音で、ハタ類の突出した目を表現している。沖縄県では地域により漁師がハタ類を「メバル」と呼ぶこともあるが、標準和名が同じであるメバルが沖縄県周辺に生息しないため、混同されることはない。ただし、同じハタ類の魚でも、色や大きさによって「アカジン」、「カンナギ」など別の名で呼ばれる種もある。
香港では「石斑魚」（広東語 セッパーンユー sek6baan1yu2）と称して、蒸し魚やフライにして食べることが多いが、近年は広東料理の普及とともに、中国各地でも消費されるようになり、広東省、福建省。台湾などで大量に養殖されている。

## おもな種類

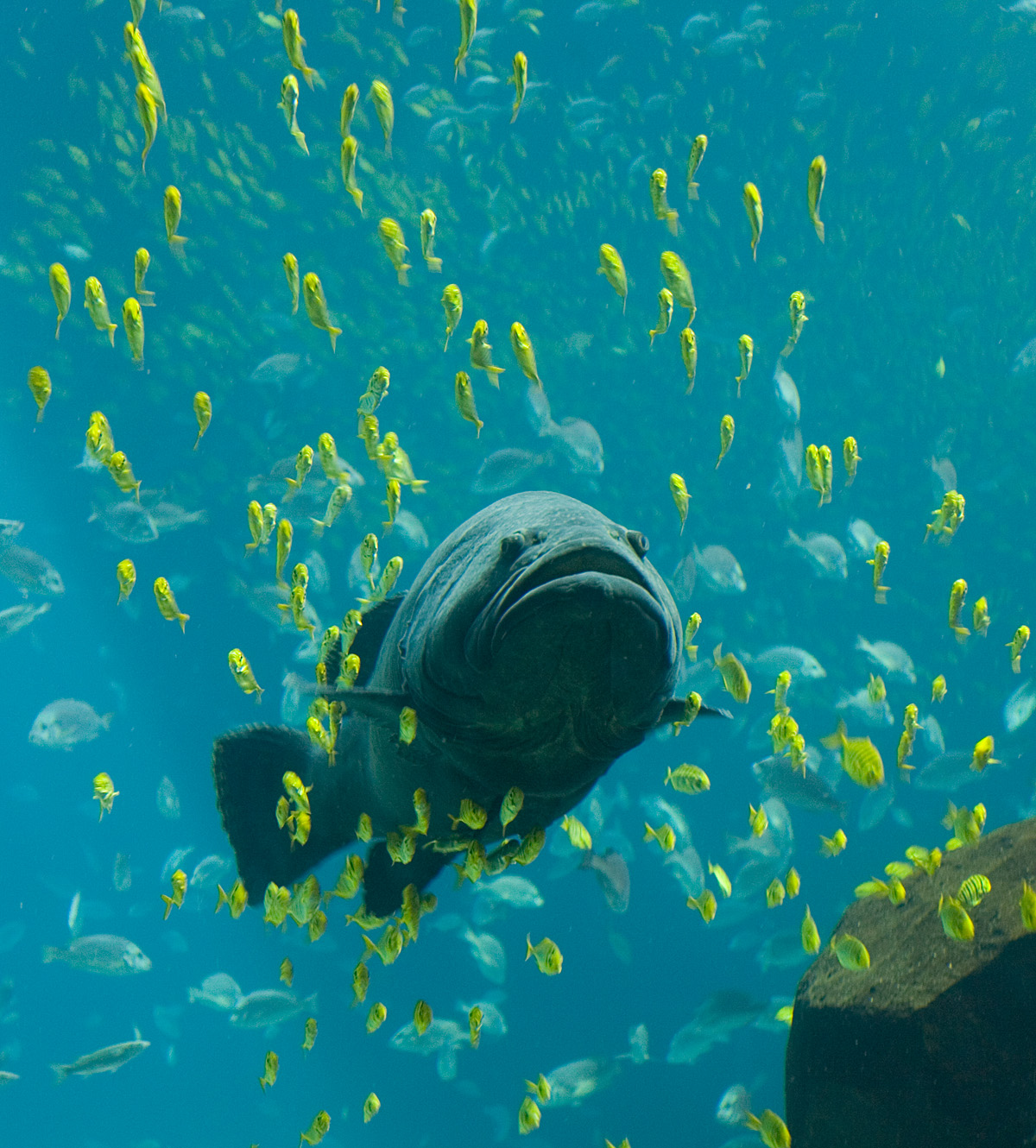
タマカイ

アカハタ Epinephelus fasciatus Blacktip grouper
全長40cmほど。和名のとおり全身が赤く、濃い赤褐色の横しまが5本あるが、背びれの棘条（とげ）の先が黒いことで近似種と区別できる。周囲が白っぽい環境では体色も白っぽくなる。南日本以南の太平洋とインド洋の熱帯域に分布し、岩礁やサンゴ礁に生息する。地域によってはアカゴロと呼ぶ。正月料理になる地域もある。
キジハタ Epinephelus akaara Hong Kong grouper
全長30cmほど。全身に瞳孔より大きい橙色の斑点がある。本州（青森県津軽地方）以南から台湾まで分布し、浅い海の岩礁域に生息する。九州や香港で高級食材として人気が高い。学名は九州での呼び名「赤荒」による。地域によってはワタガシとも呼ぶ。浅い海に設置されたテトラポッドの間によく生息しており、比較的釣りやすい魚でもある。
アオハタ Epinephelus awoara Banded grouper
全長30cmほど。身体に褐色の5本の横しまがあるがあり、ひれが全体に青く端が黄色い。本州（山形、関東）以南から南太平洋まで分布し、浅い海の岩礁域に生息する。九州や香港で食材とされるがハタ類の中では安価。学名は福岡での呼び名「青荒」により、長崎ではアオナと呼ぶ。
クエ Epinephelus bruneus Longtooth grouper
全長1mを超える大型種。体に6本の黒っぽい横しまがあるが、頭部のしま模様は口に向かって斜めに走る。幼魚は模様がはっきりするが、成魚になると模様が不明瞭になる。西日本から南シナ海まで分布し、岩礁やサンゴ礁に生息する。九州では他の種とともに「アラ」とも呼ばれ、高級食材として扱われ、釣りの対象魚としても人気が高い。
タマカイ Epinephelus lanceolatus Giant grouper
最大で全長2.7m・体重400kgの記録がある大型種。各ひれが黄色で、黒い斑点がひれの軟条に沿ってたくさん並ぶ。南日本以南の太平洋とインド洋の熱帯域に分布し、岩礁やサンゴ礁に生息する。
マハタ Hyporthodus septemfasciatus Convict grouper
全長1mほどになる大型種。極大まで成長したものをカンナギと呼ぶこともあり、ときに100kg程のものが釣り上げられる。体に7本の黒い横しまがあり、尾びれの先が白い。クエとよく似ているが、体がやや寸詰まりなことなどで区別する。よく似たマハタモドキ (Eightbar grouper Hyporthodus octofasciatus)という魚もいるが、尾の先が白くないことで区別する。西日本から南シナ海まで分布し、岩礁やサンゴ礁に生息する。タイなどに代わる高級養殖魚として注目されている。
ユカタハタ Cephalopholis miniata Coral hind
全長40cmほど。全身が朱色-赤色で、瞳孔より小さい青い斑点がたくさんある。南日本以南の太平洋とインド洋の熱帯域に分布し、岩礁やサンゴ礁に生息する。
サラサハタ Chromileptes altivelis Humpback grouper
全長40cmほど。全身白地に黒から暗褐色の丸い斑点があり、水玉模様の更紗の布地を連想させる。西日本から南シナ海、インド洋まで分布し、岩礁やサンゴ礁に生息する。香港では「老鼠斑 ロウシューバーン lou5syu2baan1」と呼び、ハタ類の中では最も美味な高級魚とされ、珍重される。
バラハタ Variola louti Yellow-edged lyretail
全長80cmほど。尾びれの上下端が長く伸び、胸びれ・背びれ・尻びれ・尾びれの端が黄色なのが特徴である。和名のとおり成魚の全身は赤いが、褐色の個体もいる。太平洋とインド洋に分布し、サンゴ礁の外礁斜面に生息する。体内にシガトキシンという毒を蓄えるので、食用にすると中毒を起こす場合があり、注意が必要である。
スジアラ Plectropomus leopardus Coral trout
全長80cmほど。全身が赤から褐色で、細かい水色の斑点が無数にある。南日本以南の太平洋とインド洋の熱帯域に分布し、岩礁やサンゴ礁に生息する。同種の中では抜きん出て食味が良く、沖縄では「アカジンミーバイ（アカジンは赤い銭の意。換金性の高い魚であることから。）」、香港ではその斑点から「東星斑 トンシンバーン」と呼びやはり高級魚とされる。
オオアオノメアラ Plectropomus areolatus Squaretail coralgrouper
全長60cmほど。本種もスジアラ同様に全身が赤から褐色で、細かい水色の斑点が無数にあり、パラオでは「チアウ」と総称される。南日本以南の太平洋とインド洋の熱帯域に分布し、岩礁やサンゴ礁に生息する。香港では「西星斑 サイシンバーン sai1sing1baan1」と呼ばれて食用にされるが、シガトキシンを持つ個体もあるので注意が必要である。